# Daniel Bennett (Schiedsrichter)

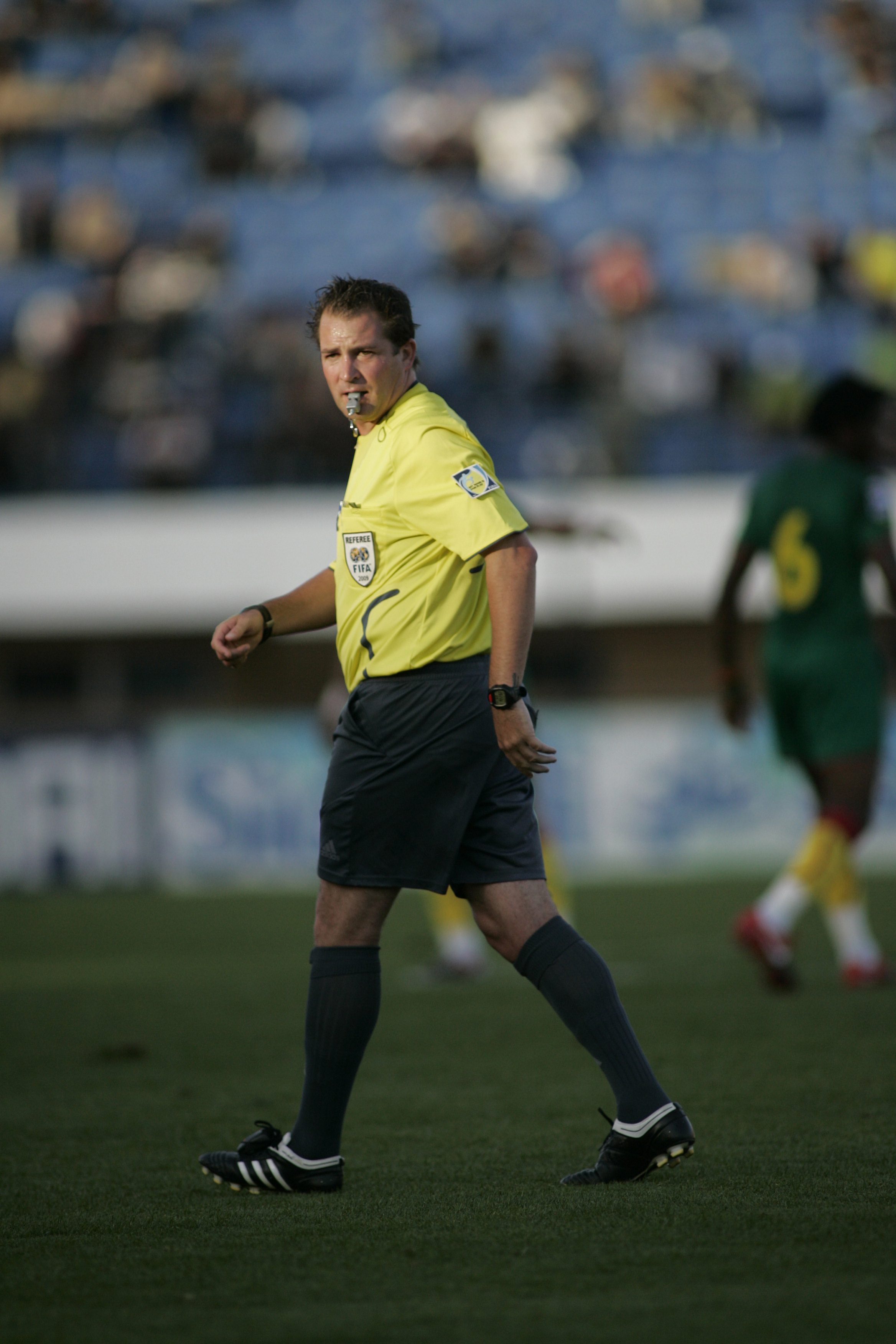
Daniel Bennett 2009

Daniel Frazer Bennett (* 22. August 1976 in Johannesburg) ist ein südafrikanischer Fußballschiedsrichter. Er leitete Spiele bei der Junioren-Fußballafrikameisterschaft 2009, das Spiel um den CAF Super Cup 2009 und je ein Halbfinale der CAF Champions League 2008 und 2009. Als Sechster Mann beider FA-Cup-Halbfinale 2009 erregte er die britische Sportpresse, die in seiner Ernennung zu diesem für seine Einsätze geschaffenen Amt eine reine Gefälligkeit des Leiters des englischen Schiedsrichterausschusses für seinen Freund Bennett sah.
Bennett ist jedoch nicht die Nummer eins des südafrikanischen Schiedsrichterwesens und wurde deshalb nicht für die Weltmeisterschaft 2010 im eigenen Land berücksichtigt, er gehört aber zusammen mit seinem Landsmann Jerome Damon zu den Schiedsrichtern bei der Afrikameisterschaft 2010.
Er wurde zum besten Schiedsrichter der Saison 2000/01 der südafrikanischen Premier Soccer League gewählt.